# رحمة بن مطر القاسمي
رحمة بن مطر القاسمي (توفي عام 1760)، هو أول زعيم بارز للقواسم تذكره المصادر، حكم من 1751 إلى 1760.

## حياته
وصف بأنه أقوى زعيم للقبائل على ساحل الخليج العربي. انضوى تحت لواء الدولة اليعربية وأسهم بفاعلية في حروبها حتى غدا قائداً لإحدى حملاتها على جزيرة هرمز سنة 1718. بعد وفاة سلطان الثاني بن سيف اليعربي أتيحت الفرصة لرحمة أكثر من السابق إذ غدا زعيم الكتلة الغافرية في صراعها على السلطة في عُمان مع الكتلة الهناوية المنافسة، وقد نجح في تركيز نفوذه ومد سلطته على شبه جزيرة مسندم، ساعدته في تلك ظروف الاضطراب الداخلي والحرب الأهلية العمانية، وخلال اندلاع الصراع بين أحمد بن سعيد وبلعرب بن حمير 1745 /1749 وقف القواسم إلى جانب بلعرب وشاركوه في الهجوم على مسقط، وبعد انفراد أحمد بن سعيد في حكم عمان في عام 1749 كان أول تحدي يواجهه هو التحدي القاسمي، فقد حاول رحمة بن مطر الاندفاع نحو صحار، وجرت معركة متعادلة بين الطرفين و بعد أن ثبّت الإمام أحمد بن سعيد سلطته في عمان قرر إخضاع القواسم فجهز حملة في عامي 1758 و 1759 وقد حقق بعض الانتصارات إلا أن حدوث ثورة داخلية جعلته يضطر إلى سحب قواته.
أسس في عام 1160 هـ / 1747 دولة امتد نفوذها على طول الساحل الشرقي والشمالي للخليج العربي وبلغت حدودها الشواطئ الهندية والبحر الأحمر. استطاعت أن توطد أركانها بأسطول بحري ضخم كان يسيطر سيطرة شبه تامة على مياه الخليج والبحر العربي كله. اتخذ من الشارقة عاصمة له، ووقفت هذه العائلة على قدم المساواة في معاملاتها مع سلطان مسقط والأمير السعودي.

## وفاته
توفي رحمه بن مطر في عام 1760 و خلفه أخوه راشد بن مطر القاسمي.